# Cities (The Cat Empire)
Cities è il terzo album in studio del gruppo musicale australiano The Cat Empire, pubblicato nel 2006.

## Tracce
1. Cities – 3:23
2. Boogaloo – 3:30
3. Siente – 2:43
4. Motion – 3:43
5. Song for the Day – 3:47
6. Know Your Name – 3:21
7. Song for Elias – 4:32
8. Jungle – 2:12
9. Down at the 303 – 2:40
10. Side to Side – 3:53
11. Waltz – 4:24
12. Luck Song – 3:30
13. Anymore – 3:52